# Hetty Broedelet-Henkes

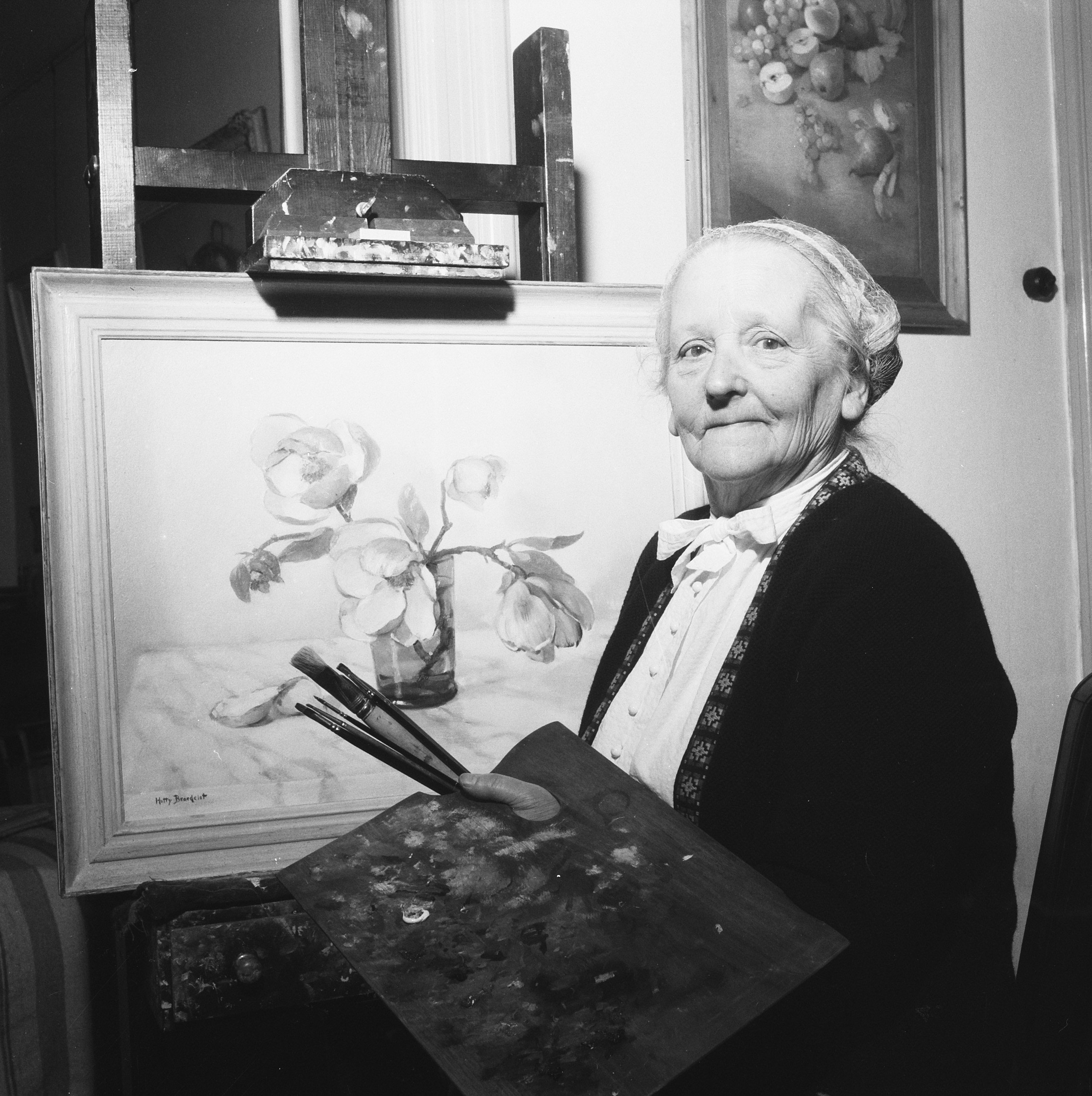
Hetty Broedelet-Henkes, 1957

Hester Hetty Broedelet-Henkes (* 18. Januar 1877 in Delfshaven; † 2. Januar 1966 in Deventer) war eine niederländische Malerin.

## Leben
Hetty Henkes wurde am 18. Januar 1877 in Delfshaven geboren. Sie war die Tochter des Reeders und Brenners Jan Hendrik Henkes (1842–1910) und Hester Justine Elink Sterk (1846–1930). Sie heiratete 1901 in Rotterdam den Maler André Victor Leonard Broedelet (1872–1936). Sie lebte und arbeitete in Den Haag, Laren, Dubrovnik, Talu, Hoensbroek und Deventer.
Sie absolvierte ihre Ausbildung an der Koninklijke Academie van Beeldende Kunsten und war Schülerin von Frits Jansen. Sie malte und zeichnete hauptsächlich Blumenstillleben und Porträts, aber auch schon in jungen Jahren Kinderporträts. Ihre frühen, intimen Stillleben sind in warmen Tönen auf dunklem Grund gemalt, ab 1908 wird der Hintergrund heller und die Pinselführung lockerer.
Broedelet-Henkes war Mitglied mehrerer Kunstvereinigungen wie des Pulchri Studio, der Malervereinigung ODIS und des Haager Kunstkreises. Ihre Arbeiten sind unter anderem in den Sammlungen des Singer Laren und des Gemeentemuseum Den Haag enthalten.
Hetty Broedelet-Henkes starb am 2. Januar 1966 in Deventer.